# This World (Selah Sue)
This World è un singolo della cantante belga Selah Sue, pubblicato il 3 ottobre 2011 come terzo estratto dal primo album in studio Selah Sue. 

## Video musicale
Il videoclip del brano è stato pubblicato l'8 agosto 2011.

## Date di pubblicazione
- Regno Unito 8 agosto 2011
- Finlandia 13 agosto 2011
- Danimarca 19 agosto 2011
- Svizzera 31 agosto 2011
- Belgio 4 settembre 2011
- Russia 9 settembre 2011
- Georgia 15 settembre 2011
- Turchia 26 settembre 2011
- Francia 2 ottobre 2011
- Germania 3 ottobre 2011
- Italia 9 ottobre 2011
- Malta 22 ottobre 2011
- Spagna 10 novembre 2011
- Città del Vaticano 30 dicembre 2011
- San Marino, Lussemburgo, Svezia 31 dicembre 2011